# Brennus (4. Jahrhundert v. Chr.)

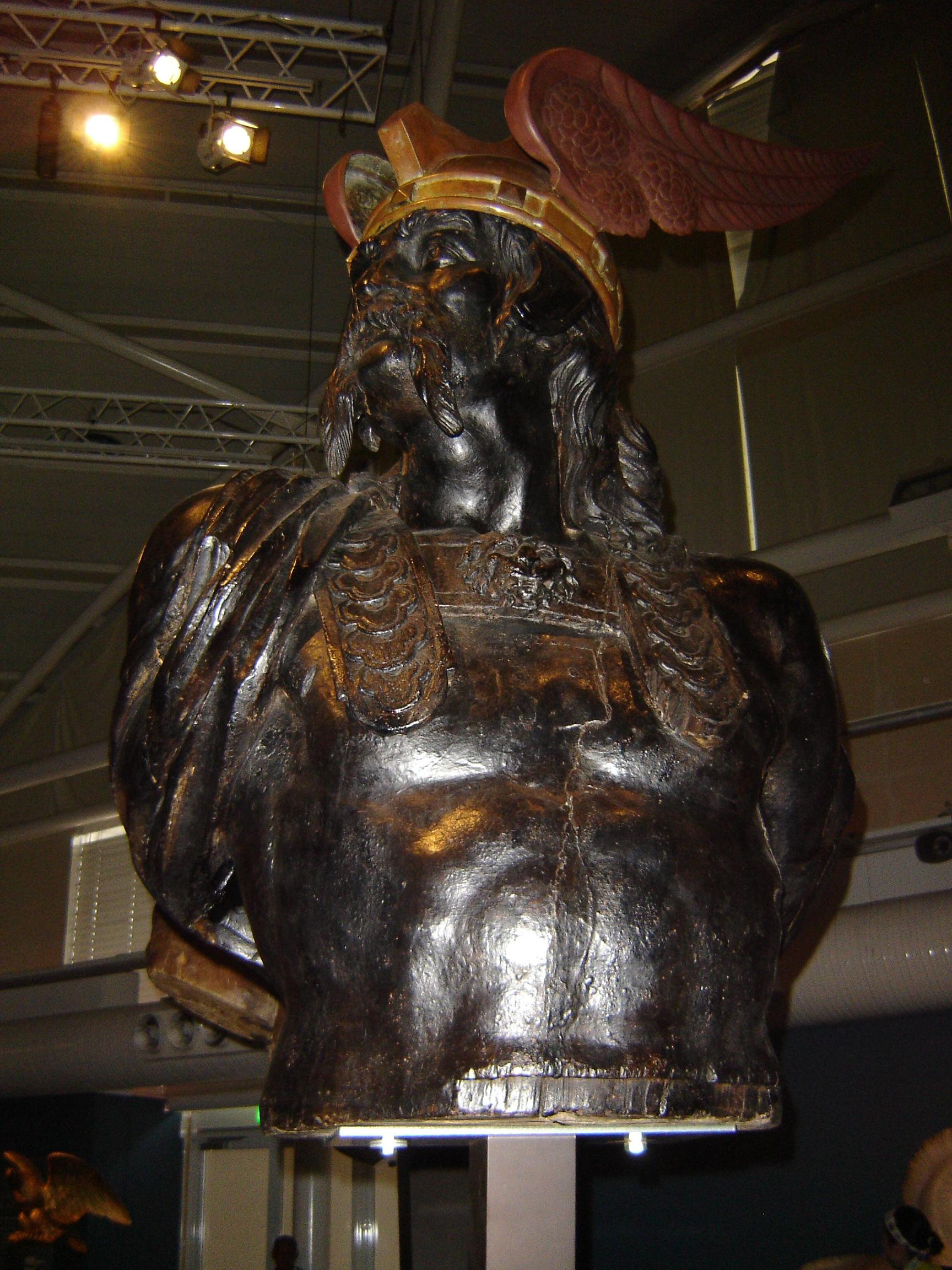
Skulptur des Brennus mit einem Flügelhelm, 18. oder 19. Jahrhundert, gefunden auf einem französischen Schiff

Brennus (gallisch Brennos) war ein Heerführer der keltischen Senonen, der im frühen 4. Jahrhundert v. Chr. bis nach Rom vorstieß und die Stadt plünderte.
Die Senonen gehörten zu denjenigen keltischen Stämmen, die seit dem 4. Jahrhundert v. Chr. von Gallien kommend in Norditalien siedelten. Sie bedrängten dort die Etrusker und kamen 387 v. Chr. mit der aufstrebenden Römischen Republik in Konflikt, als die etruskische Stadt Clusium diese um Beistand bat. Die aus römischer Sicht verheerendste Begegnung ihrer Geschichte waren die Schlacht an der Allia gegen die Senonen und Boier und die anschließende Plünderung und Brandschatzung Roms. Der Tag der Schlacht, der 18. Juli, ging als dies ater, als schwarzer Tag, in die Geschichte Roms ein, das damals kaum größer als der Senonenstamm war. Die siegreichen Kelten plünderten in der Folge die Stadt und nur die Burg auf dem Kapitol konnte von den Verteidigern gehalten werden – der Legende zufolge verhinderten die schnatternden Gänse der Juno einen heimlichen, nächtlichen Angriff der Gallier auf die Burg.
Ein Einfall der Veneter in Oberitalien und die siebenmonatige Belagerung des Kapitols bewogen die Kelten zum Rückzug, nicht ohne vorher mit dem römischen Konsulartribunen Quintus Sulpicius Longus ein Lösegeld von 1000 Pfund Gold ausgehandelt zu haben. Der Legende nach warfen die Römer bei der Auswägung dieses Lösegelds Brennus vor, falsche Gewichte zu benutzen. Daraufhin soll Brennus mit den Worten „Vae victis!“ (dt. „Wehe den Besiegten!“) zusätzlich noch sein Schwert in die Waagschale geworfen haben, so dass diese nun noch mehr Gold zahlen mussten. Der Ausspruch wurde sprichwörtlich und wurde später etwa von Plautus und Plutarch zitiert. Der materielle Schaden für den römischen Staat war weitaus geringer als der immaterielle. Das Selbstbewusstsein war erschüttert; die Keltenangst blieb auf Jahrhunderte hinaus ein wichtiger Faktor in der römischen Außenpolitik. So schreibt Jochen Bleicken: „Niemals vergaßen [die Römer] das furchtbare Unglück; wie ein Schock hatte es auf sie gewirkt, und noch viele Jahrhunderte später, als Rom schon Weltreich war, fuhr jedem Römer das Entsetzen in die Glieder, wenn sich am fernen Horizont ein Haufen von Kelten zeigte.“ Als direkte Folge des dies ater legte Rom in den folgenden Jahrhunderten großen Wert auf ein stehendes Heer mit gut ausgebildeten Soldaten, das zum Grundstock des römischen Erfolges wurde.
Ob Brennus indes wirklich diesen Namen trug oder ihn im Nachhinein nach jenem Brennus erhielt, der ein Jahrhundert später tief nach Griechenland eindrang und dadurch für die römisch-griechische Welt eine ähnliche Schreckgestalt wurde, ist unklar.